# Aurelio Herrera
Aurelio Herrera (ur. 17 czerwca 1876 w San Jose w Kalifornii, zm. 12 kwietnia 1927 w San Francisco) – amerykański bokser kategorii piórkowej i lekkiej.

## Życiorys
Aurelio Herrera jest pierwszym sławnym bokserem pochodzenia latynoamerykańskiego. Był znany z agresywnego stylu walki i silnego uderzenia. Dwie trzecie swoich walk rozstrzygnął przed czasem.
Pochodził z rodziny meksykańskiej. Urodził się w San José, ale jako dziecko przeniósł się z rodzicami i rodzeństwem do Bakersfield. Tam pracował przy zbiorze winogron.
Pierwszą walkę zawodową stoczył w 1895. Do 1900, kiedy dwie walki zremisował, wszystkie wygrał poza dwiema no decision. 29 maja 1901 w San Francisco stoczył jedyną walkę o tytuł mistrza świata, przegrywając z czempionem wagi piórkowej Terrym McGovernem przez nokaut w 5. rundzie. Była to pierwsza porażka Herrery. Walka ta jednak wzmocniła reputację Herrery jako groźnego pięściarza. 15 października 1902 zmierzył się z Abe Attellem w pojedynku, który miał wyłonić pretendenta do walki to tytuł mistrza świata. Attell umiejętnie unikał silnych ciosów Herrery i wygrał na punkty.
W 1903 Herrera m.in. znokautował Kida Broada i Eddiego Santry’ego. W marcu 1904 ponownie przegrał z Attellem na punkty. 5 września tego w Butte w Montanie roku stoczył 20 rundowy pojedynek z Battlingiem Nelsonem, w którym zwycięzcą został Nelson.
12 stycznia 1906 w Los Angeles Herrera znokautował byłego mistrza świata wagi piórkowej Young Corbetta II w 5. rundzie. Stoczył potem jeszcze kilka walk i zakończył karierę w 1909.
Chociaż zarobił dużo pieniędzy za walki bokserskie, roztrwonił majątek i w 1927 został skazany na 10 dni aresztu za włóczęgostwo. Zmarł dwa miesiące później, dwa dni po śmierci Young Corbetta II.
Stoczył w sumie 99 walk, z których wygrał 66, przegrał 12, zremisował 14, 5 było no decision, a 2 no contest.